# Discovery (essai clinique)
Pour les articles homonymes, voir Discovery.
Wikipédia ne donne pas de conseils médicaux ou sanitaires. Cet article est susceptible de contenir des informations obsolètes ou inexactes. Seul un professionnel de la santé est apte à vous fournir un avis médical, et seules les autorités sanitaires de votre pays sont compétentes pour donner des consignes de santé publique relatives à la pandémie de Covid-19.
Discovery est un essai clinique annoncé en mars 2020 par l'INSERM, et qui a pour but de tester des traitements contre le coronavirus SARS-CoV-2, responsable de la maladie à coronavirus 2019. L'essai initié par la France a vocation à être européen, mais peine à démarrer en dehors de la France. Il s'agit d'une « déclinaison » de l'essai international Solidarity.

## Méthodologie
L'essai clinique Discovery, une « déclinaison » de l'essai international Solidarity,,,, a débuté le 22 mars 2020 pendant la pandémie de maladie à coronavirus de 2019-2020, est coordonné par l'Institut national de la santé et de la recherche médicale (INSERM) dans le cadre du consortium REACTing. Monté en partenariat avec le réseau français AVIESAN et avec le soutien du ministère des Solidarités et de la Santé et du ministère de l’Enseignement supérieur, de la Recherche et de l’Innovation, il est dirigé par Florence Ader, infectiologue à l'hôpital de la Croix-Rousse de Lyon. Cet essai est enregistré dans les bases d'essais cliniques ClinicalTrials et EudraCT (2020-000936-23). Il s'agit, selon l'INSERM dans l’histoire épidémique, de la première opportunité au moment même de l'épidémie/pandémie, de tester des molécules existantes afin de qualifier leur efficacité éventuelle qui se matérialiserait par une amélioration du statut clinique du patient. Le coût de prise en charge et de gestion des données dans l'essai Discovery est élevé : 5 000 € par patient.
L'essai clinique Discovery vise à inclure environ trois milliers de patients, en France (au moins huit cents patients), en Belgique, aux Pays-Bas, au Luxembourg, au Royaume-Uni, en Allemagne et en Espagne. Les patients seront divisés aléatoirement en cinq groupes, mais l'essai ne se déroulera pas en double aveugle. Ces études s'inscrivent dans une médecine fondée sur des données validées expérimentalement. Un groupe, nommé « branche de référence », recevra uniquement des soins standards, sans traitement antiviral. Chacun des quatre autres groupes recevra respectivement, en plus des soins standards :
- remdésivir, un antiviral injectable utilisé dans la recherche clinique contre Ebola, mais qui ne dispose d'aucune AMM ;
- lopinavir/ritonavir (distribué sous la marque Kaletra), un traitement anti-VIH ;
- lopinavir/ritonavir et interféron bêta, une molécule naturellement produite par le système immunitaire ;
- hydroxychloroquine.

### Les différents médicaments testés
1. Le remdésivir est une substance active développée contre Ebola, qui avait eu des résultats intéressants[12][pas clair] mais d'autres traitements se sont révélés être plus efficaces[réf. nécessaire].
2. La combinaison lopinavir et ritonavir, qui a été initialement brevetée par Abbvie sous le nom de Kaletra[13], utilisée dans les infections du virus de l'immunodéficience humaine (VIH). Une première étude coréenne a cependant montré des résultats décevants[14],[15].
3. L'hydroxychloroquine. Selon certaines sources, cette dernière a été rajoutée en urgence, à la suite de l'emballement médiatique qui résulte de l'essai préliminaire de Didier Raoult[16], pourtant fortement critiqué pour ses faiblesses méthodologiques engageant la fiabilité des résultats[17]. Yazdan Yazdanpanah, l'infectiologue qui coordonne Discovery, assure que la décision d’intégrer l’hydroxychloroquine ne vient pas des résultats de Didier Raoult[18]. Le dosage n'est pas celui de l'autorisation de mise sur le marché. Pour Discovery, le patient reçoit une dose de charge à J1 de 400 mg deux fois par jour puis une dose quotidienne de 400 mg en 1 prise par jour pendant 9 jours[19]. Fin mai, faisant suite à la publication dans The Lancet[20] de résultats selon lesquels l'hydroxychloroquine augmenterait la mortalité des patients[21],[22], ce traitement est supprimé de tous les essais français (dont Discovery) toujours en cours, sauf pour les patients en cours de traitement avec de l’hydroxychloroquine[23]. La même décision a été prise par le comité directeur de l'essai international Solidarity[24],[25]. Début juin 2020, l'article du Lancet est cependant critiqué[26] puis très vite rétracté[27], et les essais de l'hydroxychloroquine reprennent[28], puis sont abandonnés mi juin faute de résultats probants[29],[30].

## Déroulement

### Difficultés
L'essai devait concerner 3 200 patients européens dont 800 français. Les premiers patients ont été enrôlés le 22 mars 2020. L’essai clinique a dû être suspendu deux semaines car le remdésivir n’était plus disponible, et à cause des problèmes de recrutement liés à la ferveur du public pour l'hydroxychlroquine.
La France avait enrôlé 540 patients dans les 25 centres le 7 avril, 620 le 20 avril, et 730 (sur un objectif de 800) le 1er mai, mais la cible des 3 200 patients européens est difficile à atteindre en raison de problèmes de collaborations internationales : l'Espagne et l'Italie ont préféré rejoindre l’essai Solidarity, dont les critères méthodologiques sont moins contraignants et le coût très inférieur ; le Royaume-Uni a monté son propre essai, baptisé Recovery ; les discussions avec l’Allemagne, l’Autriche, la Belgique et le Portugal étaient toujours en cours début mai 2020,. La Belgique ne participe ni à Discovery, ni à Solidarity. Le 6 mai, un seul patient hors de France avait été inclus. Yazdan Yazdanpanah, l'infectiologue qui coordonne le projet, évoque un échec de l'Europe sur les essais cliniques,.
Le Dr Ader explique au Sénat que si l'essai Discovery a quasiment atteint son objectif de recrutement de 800 patients en France, le faible effectif global de Solidarity « ne permettra pas de répondre rapidement à la question posée » En effet, le faible nombre de patients enrôlés au moment où l'épidémie commence à refluer affaiblit la puissance statistique de Discovery, qui pourrait peiner à tirer des enseignements valides sur des médicaments dont on sait qu'aucun n'a un effet très fort. Florence Ader précise devant le Sénat « il n’y a pas de molécule miracle, sinon les Chinois et les Italiens, qui nous ont précédés dans l’épidémie, les auraient vues ». Elle regrette la profusion des essais qui sont en compétition pour le recrutement des patients, et leur redondance: sur les 80 essais français connus, vingt comprennent un bras testant l’hydroxychloroquine. Dans de nombreux pays, le « battage médiatique », autour de l'hydroxychloroquine a les mêmes conséquences néfastes sur la redondance des essais, les problèmes d'inclusion des patients et l'analyse des résultats,.
Le 14 mai 2020, Dominique Costagliola, membre du comité d'organisation déclare : « Ceux qui ont un effet auront un effet modeste. Il va s'agir de les combiner, sans doute, pour avoir quelque chose d'efficace ».
Plusieurs spécialistes parlant d’« échec »: mi mai 2020 , le Pr France Mentré, épidémiologiste et responsable méthodologique de Discovery note un manque de « coordination » et une multiplication contreproductive du nombre d’essais à travers le monde comme pour l’Italie ou l’Espagne qui ont préféré participer à l’essai Solidarity, un essai clinique européen mené par l’Organisation mondiale de la santé (OMS). « Si les Européens avaient travaillé aussi vite que prévu, on aurait des résultats ».
Au 18 août, l'essai a inclus 835 patients avec 32 centres partenaires en France, 4 en Belgique, 4 en Autriche et 2 au Luxembourg.

### Calendrier des résultats
Selon l'annonce initiale de l'INSERM, « l’analyse de l’efficacité et de la sécurité du traitement sera évaluée 15 jours après l’inclusion de chaque patient ». Olivier Véran avait annoncé le 22 mars des résultats pour début avril, d'autres sources estimaient que les tendances devaient être annoncées fin avril,. Karine Lacombe le 30 avril et Emmanuel Macron le 4 mai ont annoncé des résultats mi mai,, date à laquelle l'INSERM se met à évoquer des résultats fin mai seulement. Mi mai, Yazdan Yazdanpanah estime que « la probabilité » que rien n'émerge et qu'il soit simplement recommandé de poursuivre les inclusions de nouveaux patients « est la plus importante ».

### Point intermédiaire
Le 30 avril, Karine Lacombe déclare que, « même s'il est beaucoup trop tôt pour parvenir à une conclusion », le remdésivir de Gilead semble donner des résultats encourageants. Cependant, fin novembre 2020, l'OMS conclut à l'inefficacité du remdésivir.
Le 24 mai la branche hydroxychloroquine est arrêtée à la suite de publications observationnelles notamment celle du Lancet,. Lors du point d'étape du 4 juin il est décidé de poursuivre la branche hydroxychloroquine, qui est finalement arrêtée le 17 juin.
Lors du point d'étape du 4 juillet, par une décision collégiale des responsables de Discovery et de l'essai de l'OMS Solidarity, les branches lopinavir/ritonavir (Kaletra), avec ou sans interféron bêta, sont interrompues en raison de l'absence d'efficacité sur la mortalité à 28 jours et de la fréquence élevée d’effets indésirables graves concernant la fonction rénale dans ces deux branches « notamment chez les patients hospitalisés en réanimation ».

### Première pré-publication
Le 9 janvier 2021, l'équipe de recherche de l'essai publie un pré-print (version préliminaire) en langue anglaise titrée "Antiviral drugs in hospitalized patients with COVID-19 - the DisCoVeRy trial"  concernant uniquement le lopinavir/ritonavir,  lopinavir/ritonavir-IFN-β-1a, et l'hydroxychloroquine, concluant à l'absence de preuve d'efficacité pour les 3 bras.
Le bras hydroxychloroquine a été interrompu le 25 mai 2020 à la requête de l'ANSM. Les deux bras lopinavir/ritonavir ont été interrompus le 29 juin. Le bras remdesivir est toujours en cours d'investigation et les patients continuent d'être recrutés.

## Polémique autour de l'essai

### Non-intégration de la combinaison hydroxychloroquine et azithromycine
Un essai clinique de l'IHU Méditerranée Infection (dir. Didier Raoult) recommande contre la Covid-19 l’utilisation de la chloroquine et d'un antibiotique (hydroxychloroquine et azithromycine à l'IHU Méditerranée Infection). Les critiques sur les faiblesses méthodologiques de l'étude de Marseille sont nombreuses (voir l'article Développement et recherche de médicaments contre la Covid-19#Chloroquine et hydroxychloroquine pour plus de détails). Le Monde considère que l'annonce provoque une « folie planétaire ». L'Organisation mondiale de la santé l'ayant rangé dans sa liste des traitements prioritaires, l'hydroxychloroquine est ajoutée à l'essai clinique Discovery, présenté au public le 23 mars,. Gilles Pialoux, infectiologue, chef du service de maladies infectieuses et tropicales de l’hôpital Tenon, et auteur de Nous n'étions pas prêts , explique alors au Monde que « L’hydroxychloroquine sera comparée comme les autres molécules. Ni plus ni moins ». Le ministre de la Santé Olivier Véran précise que si le traitement s'avérait efficace, il serait utilisé « sans aucun délai ». Le protocole suivi, différent de celui recommandé par l'IHU correspond à celui préconisé par la Chine (Hydroxychloroquine sans association avec azithromycine, 7 jours de traitement) .
Le 26 mars, Didier Raoult critique le protocole de Discovery : « Si on avait envie de prouver que ça ne marche pas, on ne s’y prendrait pas autrement. Il y aura une enquête parlementaire après tout ça, et elle sera sanglante, autant que l’affaire du sang contaminé. Et ce sera pire si le gouvernement décide de refuser l’accès au médicament ». Christian Perronne, qui défend le protocole proposé par le professeur Raoult, dément à plusieurs reprises l'information selon laquelle l'essai permettra de le tester,, expliquant qu'il s'agit de tester l'hydroxychloroquine seule et dans des cas où une pneumopathie est apparue, alors que Didier Raoult estime que la combinaison de l'hydroxychloroquine et l'azithromycine traite la Covid-19, que quand elle est administrée tôt elle prévient la contagion, mais que quand le profil devient sévère c’est peut-être trop tard pour empêcher le décès,,. Le 8 avril, Le Canard enchaîné affirme que « si la polémique n'a cessé d'enfler, c'est avant tout par la faute des autorités de santé, qui ont d'abord refusé d'expérimenter sur des patients en début de maladie la potion que le professeur dit magique : l'association d'un antiviral, la chloroquine, avec un antibiotique, l'azithromycine. Ainsi l'étude européenne baptisée Discovery prend en compte la fameuse chloroquine mais sans y adjoindre l'antibiotique susnommé »,.
Libération clarifie le 10 avril. Xavier Lescure (investigateur principal de l’essai Discovery à l’hôpital Bichat), et Dominique Costagliola (du Comité d’organisation international de Discovery) justifient l'utilisation de l’hydroxychloroquine seule en expliquant que les preuves que la combinaison des deux médicaments a un bénéfice « sont encore moins bonnes que celles qui concernent l’hydroxychloroquine seule », et qu'ils ont tous les deux « le même type d’effets indésirables, à savoir augmenter le risque d’arrêts cardiaques ». Mais contrairement à l'affirmation de Christian Perronne, Discovery concerne bien des patients présentant des formes modérées à sévères, dont l’état justifie une hospitalisation, y compris des patients qui sont au début de la maladie (le malentendu résulte d'une formulation fautive d'un communiqué de presse de l’Inserm). Mais en effet, le Pr Raoult propose son traitement à des patients testés positifs au Covid19 en hospitalisation ou en ambulatoire, ce que les responsables de Discovery qualifient de « contreproductif et dangereux ».
L’infectiologue qui dirige l'essai explique lui que l'azithromycine n'est pas incluse dans le « bras » hydroxychloroquine pour que les médecins qui testent les autres molécules (dans les autres « bras » de Discovery) puissent ajouter ou non de l’azithromycine. Il y aura donc bien des résultats sur la combinaison mais ils seront analysés a posteriori.
Dans les faits: l'étude n'a pas testé l'usage précoce de l'hydroxychloroquine. Comme il en est attesté page 14  par un temps moyen de 9 jours entre le diagnostic et l'inclusion d'un patient, et page 19 de l'étude par : "DisCoVeRy did not target patients at the early phase of the disease" ("Discovery n'a pas ciblé les patients à la phase précoce de la maladie"). 
Et l'étude ne mentionne pas l'utilisation d’azithromycine dans les essais.

### Manque d'éthique?
Christian Perronne considère que l'essai manque d'éthique parce qu'il ne teste pas réellement le protocole Raoult, mais aussi parce qu'il utilise un groupe témoin traité seulement par des soins de soutien: selon lui, on dit aux patients « qu'ils vont être tirés au sort, et éventuellement ne pas être traités, tout en connaissant très bien les chiffres de mortalité élevés de cette maladie »,. L’infectiologue qui dirige l'essai explique que pourtant Discovery recrute des patients atteints de formes modérées à sévères de Covid-19 parce que « l’urgence était de trouver un traitement pour les gens sévères », soit 15 % des cas confirmés.
Pour la professeure Florence Ader, qui coordonne l'essai à l’hôpital de la Croix-Rousse des Hospices Civils de Lyon (HCL), seule l'utilisation d'une méthodologie rigoureuse permettra d'obtenir des résultats significatifs et robustes. Le 3 avril, le journal Les Échos souligne qu'il s'agit d'une « expérimentation de grande ampleur dont le verdict aura été attendu comme jamais dans l'histoire de la médecine ».

### Conséquences de la polémique sur les difficultés de recrutement
Selon certaines sources, le contexte médiatique, dénoncé par certains médecins,, entraverait l'essai clinique Discovery. Le professeur Xavier Lescure, infectiologue à l'hôpital Bichat affirme « que certains patients refusent d’être enrôlés dans l’essai Discovery parce qu’ils ne veulent pour traitement que de l’hydroxychloroquine... Les patients n’ont du coup que 20 % de chances de se voir administrer de l’hydroxychloroquine, et cela ne leur convient pas ! » ; selon Jean-François Bergmann de l'Hôpital Saint Louis à Paris, cette attitude concernerait quatre patients sur cinq dans certains hôpitaux, regrettant cette forme de « populisme médical qui ralentit l'émergence de la vérité »,. Les refus de s'enrôler dans l'essai clinique Discovery viendraient aussi de certains médecins. Au contraire, la Pr Florence Ader observe qu'il n'y a pas de difficultés à trouver des volontaires. Dans une tribune au « Monde » cinquante-neuf réanimateurs appellent les patients à coopérer en expliquant les principes d'une recherche « la plus rigoureuse et la plus scientifique possible ». Le média Heidi.news explique que les problèmes de disponibilité du remdesivir ont fait perdre 15 jours à l'essai, et que « d’importantes difficultés [ont été rencontrées] après la sortie du premier article du professeur Raoult : les patients réclamaient d’être traités à la chloroquine et beaucoup ont refusé de participer à Discovery », obligeant les responsables de l'étude à fournir un travail supplémentaire pour expliquer, notamment dans les médias, qu’il n’y avait aucune preuve de l’efficacité de la chloroquine à ce stade.